# Acrolophus argentinus
Acrolophus argentinus är en fjärilsart som beskrevs av Walsingham 1887. Acrolophus argentinus ingår i släktet Acrolophus och familjen Acrolophidae. Inga underarter finns listade i Catalogue of Life.